# أي أن أف جي

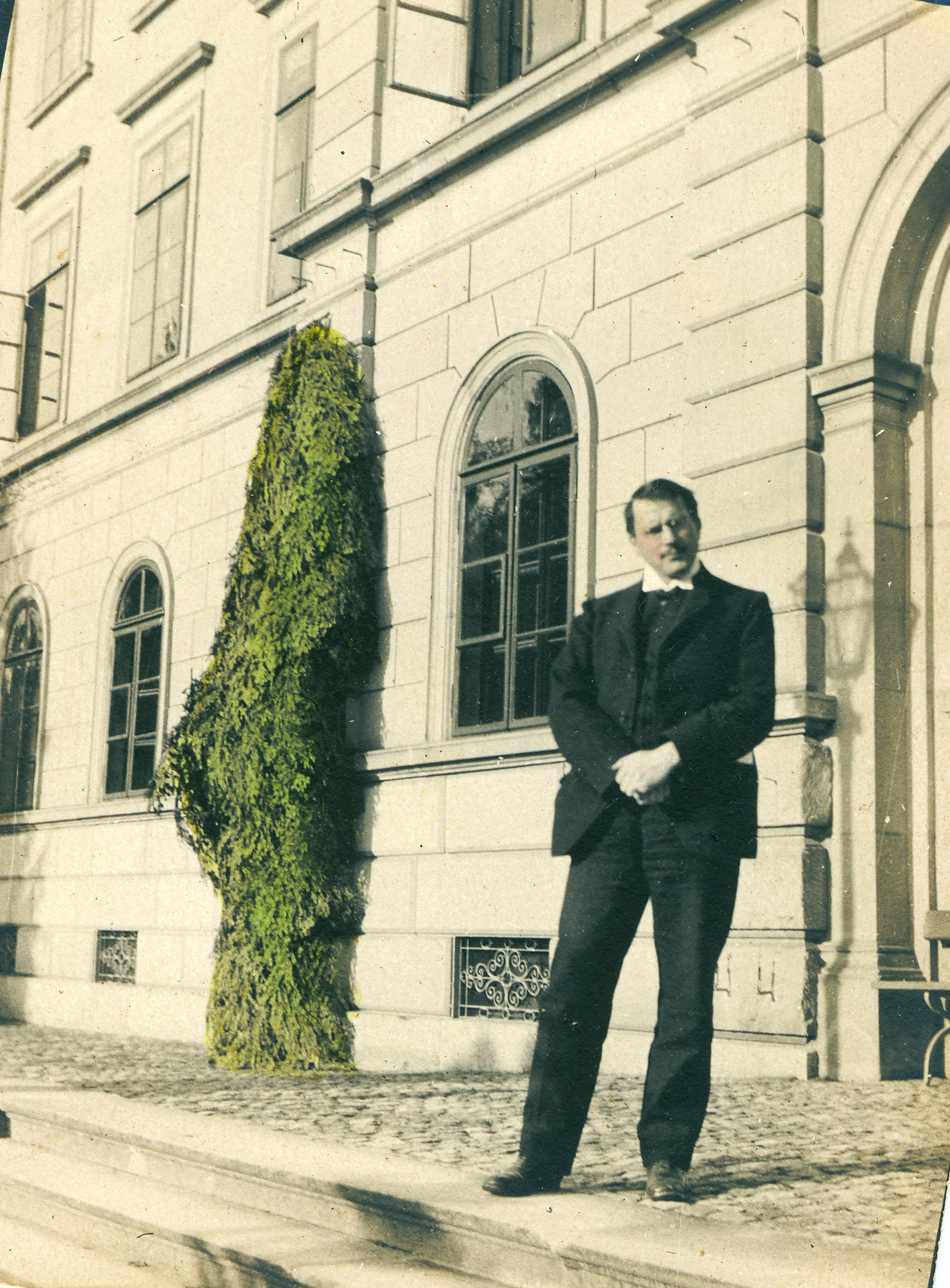

أي أن أف جي هو اختصار (بالإنجليزية: INFJ)‏ وهذه الحروف اختصار ل (بالإنجليزية: (introversion, intuition, Feeling, Judgment))‏ وتعني الانطواء، الحدس، المشاعر، واطلاق الأحكام. وأستخدم هذا الاختصار في مؤشر مايرز بريغز للنوع للإشارة لنوع شخصية واحد بين 16 شخصية.

## شخصية المستشار
هي اختصار يستخدم في منشورات أنواع الشخصيات لمايرز بريغز MBTI للإشارة لأنواع الشخصيات الستة عشر.
تقييم MBTI قد وضع من قبل الطبيب النفسي البارز كارل يونغ في كتابه الأنواع النفسية. اقترح يونغ تصنيفا للنفسية قائما على نظريات الوظائف المعرفية التي طورها من خلال ملاحظته السريرية.
من عمل يونغ، طور آخرون تصنيفات النفسية. تقييمات الشخصية اليونغية تتضمن أداة MBTI مطوره من قبل إيزابيل مايرز بريغز وكاثرين كوك بريغز ونظرية كريسي للأمزجة، مطوره من قبل ديفيد كريسي.
المستشار هو أحد المثاليين حسب نظرية كريسي للأمزجة.
شخصية المستشار من الشخصيات النادرة غالبا تشكل 1-3٪ باعتبارها من المجتمع.

## مميزات شخصية المستشار
المستشار ضميري ومدفوع القيمة، يبحث دائما عن المعنى في العلاقات، الأفكار، والمناسبات بعينٍ نحو فهم أفضل لنفسه وللأخرين. باستخدام مهاراته الحدسية هو يكوّن رؤيا واثقه وواضحة ومن ثم يشرع في تنفيذها هدفاََ في حياة أفضل له وللأخرين. مثل نظرائه أصحاب شخصية العقل المدبر INTJ المستشار يعتبر المشاكل كفرصة لتصميم وتنفيذ حلول مبدعه.
المستشار يستطيع التكيف بسهولة في الحالات الاجتماعية بسبب فهمه المعقد لدوافع الفرد. مهما كان، فهو انطوائي حقيقي. المستشار هو فرد خاص يُفضل ممارسة تأثيره خلف الكواليس. مع انه مستقل جدا إلا انه مهتم جدا في أخلاق الآخرين. يفضل العلاقات الفردية أكثر من العلاقات الجماعية. حساس ومُعقد فهو ماهر في فهم المشاكل المعقدة ويندفع لحل الاختلافات في أسلوب تعاوني ومبدع.
المستشار يملك حياة داخلية حية وغنية وقد يكون متردد في المشاركة مع من حوله. ومع ذلك، فهو متجانس في مداخلاته وإدراكه لعواطف الآخرين. بشكل عام فهو محبوب من أقرانه. عادةََ مايُعتبر صديق مُقرب وواثق من اغلب الشخصيات الأخرى. مهما كان، هو يحترس من التعبير عن مشاعره خاصة للناس الجدد ويميل لتكوين علاقات وثيقة ببطء. المستشار يميل لأن ينجرح بسهولة مع انه قد لا يكشف عن ذلك إلا لأصحابه المقربين. المستشار قد ينسحب بصمت كطريقة لوضع الحدود عوضاََ عن التعبير عن مشاعرهم المجروحة - تصرف قد يترك الآخرين في قلقٍ وحيرة.
المستشار يميل لأن يكون حساس، قائد، هادئ، مع عمق كبير بالشخصية. هو بشكل معقد، يتأثر بعمق، غامض، معقد للغاية، وغالباََ مُحير حتى لنفسه. يملك وجهة نظر مرتبة تجاه العالم لكن مرتبة داخلياََ بطريقة معقدة فقط هو من يستطيع فهمها. مُجرد في التواصل يعيش بعالم من الاحتمالات والمعاني المخفية. مع تقارب طبيعي للفن، المستشار يميل بأن يكون مبدع ويستوحي بسهولة. ومع ذلك، فهو أيضاً قد يكون جيد في العلوم يساعده على ذلك حدسه.
INFJ